# Technogym
A Technogym é uma fabricante italiana de equipamentos de exercício físico fundada em 1983 por Nerio Alessandri.
Seus aparelhos são usados em algumas das principais academias de ginástica e clubes desportivos.

## Histórico
Em 1985 Technogym lançou sua primeira linha de equipamentos, e em 1986 apresentou Unica, um equipamento voltado para casa. Então, em 1990, a empresa adicionou a sua primeira linha de treinamento cardiovascular. Em 2000, lançou a linha de produtos Selection e em 2002 lançou Excite, a primeira linha de treinamento cardiovascular com uma tela de TV integrado. Em 2000 a Technogym foi nomeada fornecedora oficial de equipamentos para os Jogos Olímpicos. Desde então, a empresa tem sido a fornecedora oficial para inúmeros Jogos Olímpicos, incluindo: Sydney 2000, Atenas 2004, Turim 2006, Pequim 2008, Londres 2012 e Rio de Janeiro 2016.  
Em julho 2014, a Technogym estabeleceu uma parceria com o designer industrial Antonio Citterio para criar uma linha de equipamentos de ginástica elegantes para casa.
Atualmente a Technogym é considerada a Ferrari dos equipamentos fitness.

## Patrocínio
Em 1993, a Technogym patrocinou a equipe de corrida Benetton Formula na corrida de Fórmula1. A Technogym tem sido a fornecedora oficial do Jogos Olímpicos mundiais de de Sydney, Atenas, Turim e Pequim, Londres e Rio de Janeiro.